# Gieorgij Iliwicki
Gieorgij Iliwicki, ros. Георгий Александрович Иливицкий (ur. 30 kwietnia 1921, zm. 28 listopada 1989) – rosyjski szachista, mistrz międzynarodowy od 1955 roku.

## Kariera szachowa
Od połowy lat 40. XX wieku był stałym finalistą turniejów o mistrzostwo Republiki Rosyjskiej, dwukrotnie (1948, 1949) zdobywając złote medale. W latach 1948 – 1955 czterokrotnie wystąpił w finałach mistrzostw Związku Radzieckiego, największy sukces osiągając w roku 1955 w Moskwie, gdzie zdobył medal brązowy. Dzięki temu wynikowi w tym samym roku wystartował w Göteborgu w turnieju międzystrefowym (eliminacji mistrzostw świata), osiągając życiowy sukces w postaci zajęcia X miejsca, co nieoficjalnie odpowiadało wówczas dwunastej pozycji na świecie.
Dwukrotnie triumfował w turniejach rozegranych w Tbilisi (1949, 1950), poza tym w roku 1956 podzielił II-III miejsce w Reykjavíku. Rozegrał kilka meczów, m.in. w 1944 pokonując Izaaka Bolesławskiego (3 – 2), w 1950 – Aleksieja Suetina (5½ – 1½), a w 1956 – Ludka Pachmana (3½ – 2½).
W roku 1989 popełnił samobójstwo skacząc z okna.